# Hírszerzés
A hírszerzés az ellenfél katonai, gazdasági vagy politikai titkainak megszerzésére irányuló titkos információgyűjtés, szervezett titkosszolgálati tevékenység. Az ellenséges hírszerzés kivédésére az államok ugyancsak titkosszolgálati jellegű munkát, kémelhárítást folytatnak, és a leleplezett hírszerzőket általában súlyos büntetésekkel sújtják. A küldő ország ezzel szemben jogilag és erkölcsileg felmenti és lehetőség szerint védelmezi hírszerzőit, elfogásuk esetén igyekszik kicserélni őket az ellenfél hasonló tevékenység miatt elfogott embereire.
A hírszerzési tevékenység rendszeresen előfordul komolyabb titkosszolgálatokkal rendelkező semleges, sőt szövetséges, baráti országok között is, mert a nagyobb önálló államoknak szükségképpen léteznek a szövetségeseiktől eltérő fontos érdekeik is, ezen kívül pedig mindig fontosnak tartják konkrét módszereik védelmét barátaiktól is. Emiatt a szövetségesek közötti hírszerzési együttműködés a többi politikai és katonai területnél lényegesen szűkebb, általában meghatározott konkrét területekre korlátozódik.

## Terminológiai kérdések
A kémkedés, felderítés és hírszerzés fogalmai szinonimák, egymással helyettesíthetők. Mindazonáltal stilisztikailag és kisebb mértékben tartalmilag is vannak különbségek közöttük.

### Kémkedés
A kémkedés ((angolul) espionage, (franciául) espionnage, (németül) Spionage, (oroszul) шпиона́ж) az ellenfél titkainak megszerzésére irányuló tevékenység hagyományos, történelmi elnevezése. A kifejezés pejoratív hangulatú, erkölcsileg megvetendő bűncselekményre utal, vagy legalábbis kétes értékítéletet sugall, emellett romantikus hangulata is lehet.

### Felderítés
A felderítés ((angolul) military intelligence, (franciául) reconnaissance militaire, (németül) militärische Aufklärung, (oroszul) военная разведка) elsősorban katonai szakkifejezés. A katonai értelmező szótár szerint „olyan rendszabályok és ténykedések összessége, amely az ellenség gazdasági, politikai, katonai helyzetének, a küszöbönálló tevékenységek körzetének és az időjárásnak a megismerésére irányul”. Ez annyiban túlmegy a hírszerzés fogalmán, hogy az adatgyűjtés magába foglalja olyan, általában titoknak nem tekinthető tények megismerését, mint a hadszíntéri terepviszonyok, időjárás és hasonlók. A felderítés minden szintű katonai tevékenység és vezetés nélkülözhetetlen feltétele.
A katonai felderítést háború esetén kisebb-nagyobb katonai osztagok is végezhetik, amelyek a fegyveres összeütközést is vállalva betörnek az ellenség által megszállt területre adatgyűjtés érdekében (erőszakos felderítés). Kikötők és más vízi objektumok felderítésére a haditengerészetek speciális búvár-felderítőket is bevetnek, sőt több komoly kísérlet történt delfinek ilyen célú alkalmazására is (United States Navy Marine Mammal Program). A katonai hírszerzés fogalmába azonban ezeken túl ugyanúgy beletartozik az ellenfél legfontosabb politikai és gazdasági, „hivatali” jellegű titkainak kifürkészése is, mint a „polgári” hírszerzésébe.

### Hírszerzés
A hírszerzés ((angolul) intelligence, (franciául) renseignement, (németül) nachrichtendienstliche Tätigkeit, (oroszul) разведка) modern kifejezés, a 19. század derekától, a korszerű, állandó jellegű hírszerző szolgálatok kialakulásával terjedt el. Ezeknek az egyre nagyobb szervezeteknek a munkatársaira, alkalmazottaira, vezetőire nem illik a hagyományos „kém” kifejezés, hiszen működésük során nagy részük egyáltalán nem végez terepmunkát, így tevékenységük túlnyomórészt nélkülözi mind a bűnözés, mind pedig a romantika elemeit.

## Meghatározásai
A hírszerzés irodalmában a fogalom számos meghatározása szerepel. Talán a legegyszerűbb, de találó a Thomas F. Troy, a hírszerzés neves történésze által Constantine FitzGibbonnak tulajdonított minimalista megközelítés, miszerint a hírszerzés az ellenség megismerése (Intelligence is knowledge of the enemy).
Az 1995-ös magyar Hadtudományi Lexikonban ennél jóval összetettebb meghatározás található:

„hírszerzés: titkosszolgálati tevékenység egyik alapvető szolgálati ága, amely külföldi bizalmas politikai, gazdasági, technikai, tudományos, katonai híranyagok, adatok, információk tervszerű gyűjtését, elemzését, értékelését végzi nyílt és titkosszolgálati erőkkel, eszközökkel, módszerekkel.”

– Hadtudományi Lexikon, 1995. 585-587. o.

A katonai hírszerzés meghatározása ugyanitt még összetettebb:

„katonai hírszerzés: a katonai felderítő szerveknek békében és háborúban, megszakítás nélkül, minden lehetőség felhasználásával folytatott tevékenysége az ellenséges vagy várhatóan ellenséges ország (államkoalíció) katonapolitikai helyzetére, hadigazdasági potenciáljára. fegyveres erőire, valamint a hadszínterekre vonatkozó adatok megszerzése és tanulmányozása céljából. A tevékenységek térsége, a megoldandó feladatok jellege és bevont erők rendeltetése szerint földi, légi, tengeri, kozmikus és különleges felderítés különböztethető meg…”

– Hadtudományi Lexikon, 1995. 642-643. o.

## Története
A kémkedés egyidős az embercsoportok közötti konfliktusokkal, így eredete a történelem kezdeteinek homályába vész. Egy közkeletű bonmot szerint ez a „második legősibb mesterség” a prostitúció után. A hírszerzésről azonban, éppen titkossága miatt, sokkal kevesebb adatot jegyeztek fel, mint a hadviselésről, aminek pedig mindig az egyik alapja volt. Ez nehezíti a hírszerzés történelmének részletesebb feltárását.

### Ókor
Az ókor nagyobb és kisebb államaiban, Mezopotámiában, Egyiptomban, a Perzsa Birodalomban, a görög városállamokban, Rómában és Kínában egyaránt, főleg a katonai konfliktusok idején – és ezek ritkán szüneteltek – aktív és rendszeres hírszerzés folyt az ellenfelekről, és erről viszonylag sok adat őrződött meg.

#### Közel-Kelet
Az Eufrátesz partján álló Mári városállamból az i. e. 2000. év környékéről maradt fenn egy agyagtáblán az eddigi első felderítő jelentés. Ez a szomszédos állam határán észlelt gyanús tűzjelzésekről szolgált információkkal az elöljárók számára. Egyiptomban is feliratok ismeretesek arról, hogy II. és III. Amenhotep idején kémek tárták fel a megszállt keleti és déli szomszédos országokban az ellenség lázadási terveit, amit aztán a hadsereg győzedelmesen letört. II. Ramszesz uralkodása idején a gyakori hódító háborúk folytatásához rendszeres felderítő tevékenységet is folytattak.
A Bibliából is ismert, hogy Mózes felderítőket küldött az Ígéret földjére, akik aztán jó hírekkel tértek vissza. Józsué könyve számol be arról, hogy Jerikó meghódításához az izraelita kémeknek segítséget nyújtott Rácháb, az örömlány, akinek aztán az ostrom után cserébe megkímélték az életét.
Asszíriában a II. Sarrukín asszír király idejéből (i. e. 721–705) a ninivei levéltárban fennmaradt ékírásos dokumentumok szerint hatszintű hírszerző rendszer működött:
1. az uralkodó
2. a trónörökös
3. a birodalom főhivatalnokai (köztük a palotahírnök)
4. a palotahírnök helyettese
5. tartományi helytartók, vazallus királyok, asszír rezidensek
6. felderítők, hírszerzők, informátorok.

A jelentések felterjesztésének rendjét úgy alakították ki, hogy a 6. szinten elhelyezkedő tényleges hírszerzők kivételével bárki jelenthetett közvetlenül az uralkodónak is. Fontos eleme volt a fedett munkát végzők védelmének, hogy őket személy szerint csak az 5. szinten lévők ismerhették. idézi 

#### Kína
A hírszerzéssel kapcsolatos első ismert elméleti munka Kínából származik. Szun-ce, az i. e. 6. század végén, az 5. század elején élt katonai teoretikus híres munkájában, A háború művészetében külön fejezetet szentelt a hírszerzésnek, és a benne lévő megállapítások nagyrészt ma is megállják a helyüket. Kiemelte, hogy a sikeres hadviselés fontos elve az ellenség megtévesztése, ami viszont a jó hírszerzésen múlik. Nem csak a hírszerzés, hanem az ellenfél kémkedésének az elhárítása is fontos feladat. Ezért hasznos, ha a terveket és szándékokat időről időre megváltoztatják. A katonai titkok szigorú őrzése elengedhetetlen feltétele a győzelemnek. Az ellenfél szándékait viszont előre kell látni, mert az államok ugyan éveken át készítenek elő egy háborút, de a győzelem esetleg egyetlen nap alatt is eldőlhet.
Szun-ce a háború előkészítése és annak folytatása során egyaránt a kémek tevékenységét tartotta az egyik legfontosabb tényezőnek. Arra intett, hogy nagyvonalúan kell őket jutalmazni, és szigorúan titokban kell tartani a tevékenységüket. „Az erre a célra szánt pénz jól kamatozik” ― szögezte le. Arra is felhívta a figyelmet, hogy nem szabad semmibe venni egyetlen adatot sem, amely az ellenséggel kapcsolatos. Ismerni kell az ellenséges parancsnokok nevét, akár a becenevüket, és a személyi tulajdonságaikat, és még a gyermekeik számát is. Hasznos ismerni rokonságukat, alárendeltjeiket is. Azt is hangsúlyozta, hogy nem elég a háború kitörése után kezdeni a kémkedést, már jóval korábban, békeidőben részletes ismereteket kell szerezni az ellenségről.
A kémelhárítással kapcsolatban arra is felhívta a figyelmet, hogy az esetlegesen leleplezett kémet nem szabad azonnal kivégeztetni, mivel jó szolgálatot tehet, amennyiben hamis információkat továbbít a megbízójának.
Szun-ce távoli leszármazottja, Szun Pin mintegy 100 évvel később, az i. e. 4. században hasonló című, de kevésbé ismert munkájában fejlesztette tovább a kor kínai hadtudományát, és ebben ő is hangsúlyosan emlékezett meg a felderítés fontosságáról:
Felmérni az ellenség erejét, felbecsülni a terep adottságait... ez a hadvezér feladata. Ott kell támadni, ahol az ellenség nem védi magát. A hadvezetésben ezek a legfontosabbak.
Szun Pin azt is hangsúlyozta, hogy a „törvény” (és itt valószínűleg a kor általánosan elfogadott hadtudományára gondolt) kimondja: „Várd meg, amíg kiküldött kémeid visszatérnek a hírekkel, csak utána indítsd a seregeidet.”

#### Róma
Már a pun háborúk idejéből szervezett és rendszeres hírszerző tevékenységről maradtak fenn információk, elsősorban Titus Livius írásaiból. Hannibálnak már két éve letelepedett kémei működtek Rómában, amikor leleplezték őket. A rómaiak a maguk részéről kétféle hírszerzőt különböztettek meg: exploratores és speculatores. Az előbbiek a hadsereg kötelékébe tartoztak, és fegyveresen, csoportosan tevékenykedtek, tevékenységük a modern harctéri felderítéshez áll közelebb. Az utóbbiak egyénileg, mélyen konspirálva, főleg az ellenfél hátországában végezték hírszerző munkájukat.
Julius Caesar nem csak kiváló hadvezéri tehetségének köszönhette katonai sikereit, hanem annak is, hogy nagy jelentőséget tulajdonított a felderítésnek a sikeresen szervezte meg azt. Nem csak a szűken vett katonai információkat igyekezett megszerezni az ellenfélről, hanem érdekelték az ottani szokások, a politikai intézmények, az illető ország történelme és gazdasági viszonyai is.
Caesar minden légiójában foglalkoztatott tíz, erre a célra kiképzett felderítőt, akik a lovassággal együtt, vagy a szemben álló ellenség szárnyait megkerülve nyomuljanak előre információkat gyűjteni. A korban szokatlan mértékben alkalmazott kémeket, titkos ügynököket, és ennek révén megbízható adatokat tudott szerezni az ellenfél katonai és gazdasági helyzetéről egyaránt. A katonai felderítés rendszerének tökéletesítése mellett kidolgoztatott egy saját, viszonylag egyszerű rejtjelzési rendszert is.
A római hagyományokat e téren is folytatta, sőt továbbfejlesztette a Bizánci Birodalom. Különösen a titkos hírközlési csatornák kiépítésében és a gazdasági kémkedés megszervezésében jeleskedtek. Bizáncban nagy hivatali apparátussal kémközpontot hoztak létre.

### Középkor

#### Magyar hírszerzés a honfoglalás és a kalandozások idején
A lovasnomád pusztai népek életének is állandó, szükségszerű kísérője volt a felderítés. A népvándorlás során főleg nyugat felé haladó népek fennmaradása függött attól, hogy ki tudják-e választani azokat az irányokat, ahol nem ütköznek az erejüket meghaladó ellenállásba. A sikeres magyar honfoglalásnak fontos előfeltétele volt a megfelelő ismeretek megszerzés a Kárpát-medencéről, az alapos felderítés, hírszerzés. Árpád vezér nagy érdemének tekinthető, hogy lépéseit jól megfontolva nyomult előre.
A magyar kalandozások korából több konkrét tudósítás is fennmaradt a hadjáratokat megelőző felderítésről. A 899. évi itáliai nagy hadjárat előtt egy évvel a magyarok kisebb erőkkel betörtek a Brenta folyóig és kikémlelték a tervezett hadjárat színhelyét, megítélték a természeti viszonyokat, a lakosság számát, valamint a várható ellenállás erejét is. Mindezek fontos előfeltételei voltak a későbbi sikeres hadjáratnak. Sok történész szerint a magyar vezérek foglalkoztak a honfoglalás messzebbre, a mai Észak-Olaszország területére történő továbbvitelének gondolatával is, de éppen az ottani viszonyok felderítése, és maguknak a hadjáratoknak a tapasztalatai mutatták meg, hogy ez nem lehetséges.
A kalandozások azonban negatív példákat is hoztak, amikor a vezérek nem fordítottak kellő figyelmet a felderítésre, kémkedésre és emiatt a magyarok váratlan helyeken és időkben ütköztek erős ellenséges csapatokba. Így 913-ban egy győzelmes hadjárat végeztével, amelyben egészen Felső-Burgundiáig jutottak el, a visszatérésük során elhanyagolták a felderítést, a biztosítást. Arnulf bajor herceg csapatai az Inn folyónál, Altöttingnél súlyos vereséget mértek a magyarokra és a gazdag zsákmányt is elvették tőlük.
A kárpát-medencei államalapítás után a gyepűrendszeren határőr szolgálatot ellátók feladatai nem korlátozódtak a helyi védelemre, hanem kiterjedtek a szomszédos területek a felderítésére is. Később ezek a feladatok részben a határövezet vezető tisztségviselőire, illetve a nagyobb végvárak kapitányaira hárultak, akiknek a költségeibe beszámították a „kémtartási” kiadásokat is.

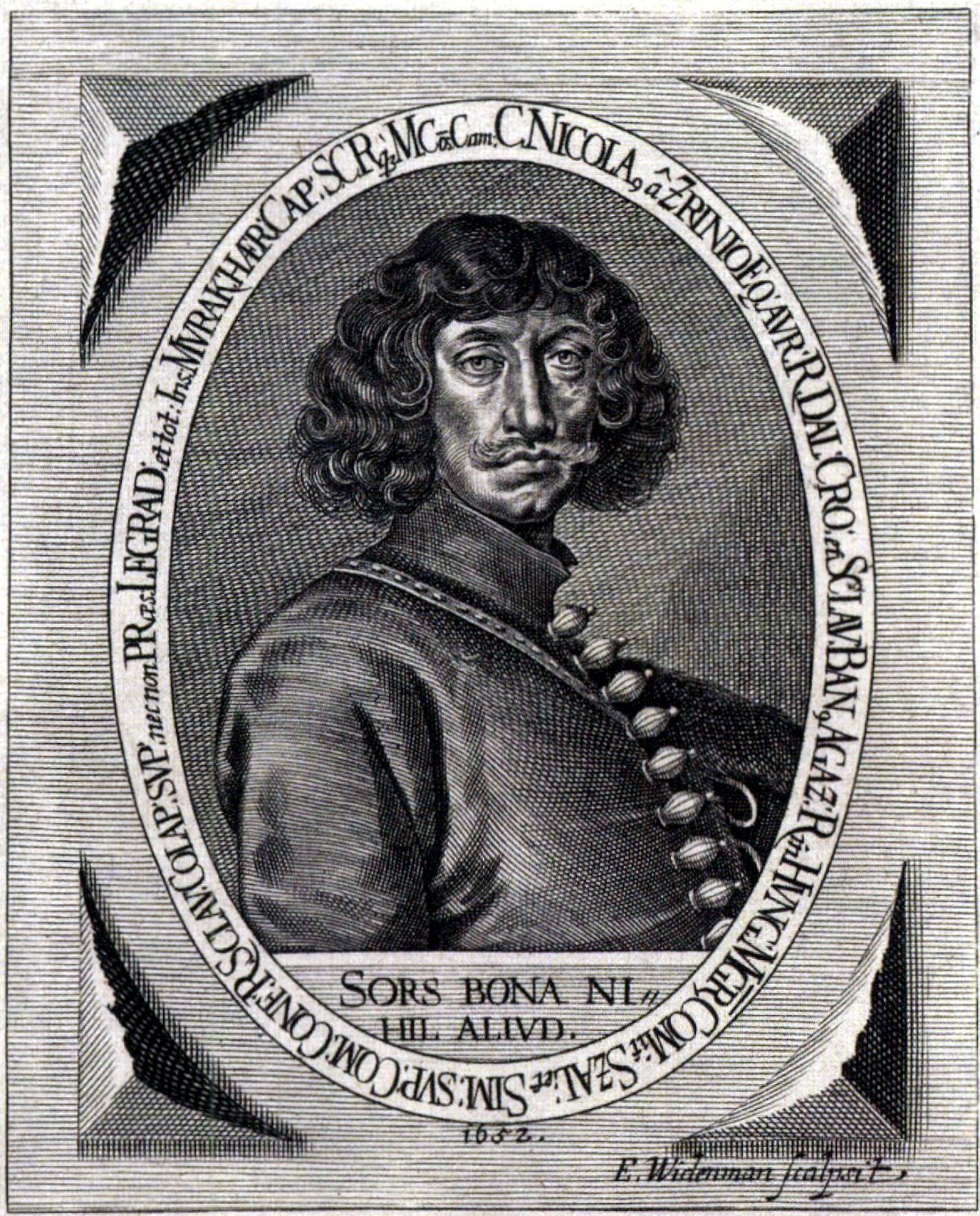
Zrínyi Miklós 1652 körül

A katonai felderítés jelentősége a magyar történelem későbbi századaiban sem csökkent, amint azt a magyar hadtudomány kiemelkedő alakja, Zrínyi Miklós is megfogalmazta:
...jó kémeket tartsunk, és azon igyekezzünk, hogy az ellenség dolgait megtudhassuk...Nincs kőtség, nincsen adomány hasznosabb, mint a kémeknek való; ez rudja a vitézség szekerének, ez nélkül botlik és nem jár egyiránt; bár te kincset költs rájok de usorával megfizetik neked, és ha csak egyszer megverheted az ellenséget: megfizettek immár teneked.

#### Mongol Birodalom
A mongolok alig néhány évtized leforgása eljutottak nyugaton az Adriai-tenger, keleten a Japán-tenger partjaiig. Ehhez a hatalmas tömegű fegyelmezett lovasság bevetése mellett feltétlen szükséges volt az ellenség intenzív felderítése, és a jól működő, gyors hírtovábbítás. Az 1241-1242-es nagy nyugati hódító hadjárataik előtt kémeik bejárták a csapatok tervezett útvonalait,  információkat gyűjtöttek az erődítményekről, a nagy folyók átkelőhelyeiről, az ellátás, mindenekelőtt a lovak legeltetésének lehetőségeiről, és természetesen az ellenség erejéről. Európa különböző részeiből számos utazó is eljutott a területükre, velük jól bántak és bőkezűen jutalmazták őket az értékes információkért. A hírek legfontosabb beszerzői és továbbítói ebben a korszakban is, mint ősidők óta, a vándorkereskedők voltak. A mongol hódítások kezdetén, 1218-ban Dzsingisz mongol nagykán kereskedőkaravánt küldött Hvárezmbe, azonban ott az uralkodó parancsára kémkedés vádjával elfogták és kivégezték őket. Ez lett aztán a közvetlen oka az akkori hatalmas Hvárezmi Birodalom elleni támadásnak, ami teljes mongol sikerrel járt.
A hírek az ellenkező irányba is áramlottak. Julianus barát feljegyzése a tatárok harcmodoráról („Levél a tatárok életéről”) tulajdonképpen értékes katonai hírszerző jelentés, amit azonban a korabeli döntéshozók – mint az a történelem során később is gyakran előfordult – nem vettek kellőképpen figyelembe.
Hanem hogy valamit az ütközetről is jelentsek, beszélik, hogy messzebbre lövik ki nyilaikat, mint ahogy más népeknél szokásos és hogy az ütközet első összecsapása alkalmával – ahogy mondják – nemcsak hogy nyilaznak, hanem úgy látszik, mintha nyíleső esnék. Említik, hogy az ütközetben a kardot és lándzsát kevésbé használják. Ék alakú csatarendjüket pedig így építik ki: minden tíz ember élén áll egy tatár, ismét minden száz ember élén egy százados. Ezt annyi fortélyossággal csinálják, hogy a megjelenő kémek se tudjanak valami módon elrejtőzni közöttük (és) az ütközetben lekaszaboltak számát is minden késedelem nélkül meg lehet állapítani. És a különböző elemekből összegyűlt népség nem képes semmiféle hűtlenség elkövetésére sem. Mindegyik – tíz egyénből álló – csoportot különböző nyelvű és nemzetiségű egyénekből állítják össze. Az általuk uralt összes tartomány királyait, vezéreit és mágnásait, amennyiben feltételezhető róluk, hogy valami módon ellenállást fejthetnek ki, késedelem nélkül meggyilkolják. A katonákat pedig és a háborúban bátor, egyszerűbb népséget a háborúra felfegyverkezve maguk előtt hajtják akaratuk ellenére (is). Ellenben azokat a földmíveseket, akik a harcra kevésbé alkalmasok, hátrahagyják, hogy gondosan megműveljék a földeket. (…) A katonákkal szemben pedig, kiket a harcba kényszerítettek, ha jól harcolnak és győznek, (csak) kevéssé hálásak, ha pedig elesnek az ütközetben, nincs gond rájuk; de ha a harcban meghátrálnak, könyörület nélkül megölik őket a tatárok. (…) A megerősített várakat nem ostromolják meg, hanem előbb feldúlják a környéket, a népet foglyul ejtik, majd ugyanannak a vidéknek a népét összeterelik és harcra kényszerítik: saját erődítményük megostromlására.
Kína a rendszeres követjárások révén rendkívül pontos információkkal rendelkezett a mongol hadigépezetről. 1237-ben készült az a részletes jelentés, ami máig a korabeli mongol hadsereg egyik legjobb leírása. Ezek az ismeretek sem menthették meg azonban a Közép Birodalmát attól, hogy a kor „szuperhatalma”, a Mongol Birodalom el ne foglalja és meg ne alapítsa ott a mongol Jüan-dinasztiát.

#### Vatikán
A katolikus egyháznak az egész keresztény világot behálózó szervezete jó szolgálatot tett a pápai államnak a hírszerzési jellegű információk beszerzéséhez is. A pápa küldöttei az uralkodói udvarokban, a szerzetesrendek tagjai és a prédikáló barátok egyaránt felbecsülhetetlen értékű szolgálatokat tettek e téren is, miközben fő tevékenységüket, a kereszténység terjesztését folytatták. Bár a misszionáriusok a szó mai értelmében nem voltak kémek, kétségtelenül elláttak felderítő, információ-gyűjtő feladatokat is, és szükség esetén alkalmazkodtak a kémkedés klasszikus szabályaihoz is, például álruhát viseltek.
Julianus barát fent említett útja mellett nagy jelentőségű volt a IV. Ince pápa által megbízott Giovanni da Pian del Carpine útja a Mongol Birodalomba azzal a céllal, hogy – amint később írta beszámolójában – „megtudjuk az igazságot a tatárok terveiről és szándékairól, és azt a keresztények tudomására hozzuk, nehogy azokat esetleg egy újabb roham ismét kíméletlenül találja.... A pápa azzal is megbízott bennünket, hogy nyitott szemmel járjunk és mindent alaposan megfigyeljünk.” A Vatikán küldötteit végül az újonnan megválasztott Güjük mongol nagykán is fogadta.
A Vatikán természetesen később is folytatta a hírszerzési információk módszeres gyűjtését. Ennek egyik példája a velencei Niccolò de' Conti esete, aki IV. Jenő pápától feloldozást kért, mert utazásai során arra kényszerítették, hogy iszlám hitre térjen. A pápa a feloldozást azzal a feltétellel adta meg, hogy részletes beszámolót ad a pápai titkárnak utazásai történetéről. Conti több mint 25 évig élt Indiában és Kínában és sokat tudott a keleti kereskedők felderítő tevékenységéről, az arra vezető legjobb utakról, a két ország állami berendezkedéséről és katonai szervezettségéről.

#### Az európai királyságok hírszerzésének kezdetei
A korai középkorban, a lovagi hadviselés korában a katonai hírszerzés háttérbe szorult, a kémkedést erkölcstelennek, lovagiatlannak tartották. A szemben álló hadseregek nyíltan vonultak fel, esetleg egyeztettek is az ütközet helyszínéről, sőt azt megelőzően gyakran lovagi párviadalokra is sor került.
A nagyhatalmak hírszerző tevékenysége is csak eseti jellegű volt, szervezetszerű háttér nélkül. Híressé vált az angol Sir Thomas de Turberville esete, aki a 13. század végén francia fogságba esett, és IV. Fülöp francia király javaslatára a szabadsága fejében vállalta, hogy kémkedik hazája ellen. 1296-ban megrendezték szökését és Angliában II. Eduárd angol király kinevezte őt az államtanács tagjának. Franciaországba küldött rejtjelzett üzenetét azonban elfogták, letartóztatták, megkínozták és kivégezték. A 15. században már megindult Angliában az állandó titkosszolgálatok létrehozása, ezek azonban túlnyomórészt a királyság belső biztonságára ügyeltek, azaz elhárító szolgálatok voltak.
A középkori Európában az egyik első állandó hírszerző szervezetet Sir Francis Walsingham, I. Erzsébet angol királynő államtitkára hozta létre. Az anyagi források miatt csak kevés számú kémet alkalmazott, ráadásul egy részüket a saját zsebéből fizette, de ők hamarosan hozzáfértek az uralkodója számára legfontosabb külföldi titkokhoz, bejutottak az Anglia meghódítására készülő II. Fülöp spanyol király udvarába és a Vatikánba egyaránt. Hamarosan már 53 fontos ügynöke tevékenykedett a kontinensen. Walsingham emellett hatékony belső elhárító szervezetet is létrehozott, ami eredményesen fedte fel Stuart Mária titkos tevékenységét. A kémszervezet Walsingham 1590-es halála után is fennmaradt, Robert Cecil, Salisbury későbbi 1. grófja vezetése alatt, és hivatalos elnevezése Secret Service, azaz titkosszolgálat lett. A gyenge anyagi ellátottság miatt a szervezet azonban gyorsan sorvadt. Egyik jeles tagja, Thomas Phelippes, Walsingham kódfejtési szakértője 1590-ben önállósította magát és irodát nyitott kereskedelmi kémkedésre – valószínűleg az első ilyen magánvállalkozást a világon.
Az angol polgári forradalom után Oliver Cromwell gyorsan felismerte a hírszerzés jelentőségét. John Thurloe-t nevezte aki a Secret Service élére és a külföldi angol kereskedelmi missziók, konzulátusok hálózatára építve a korban páratlan méretű hálózatot hozott létre, óriási költségvetéssel. A titkosszolgálat egyik fontos eszköze volt a postai levélcenzúra, a Black Chamber, amit hatalmas mértékben felfejlesztettek.
Cromwell halála és a restauráció után George Downing, Thurloe egyik korábbi beosztottja újította meg a titkosszolgálatot királyhű alapokon. II. Károly angol királyt azonban a külföldi hírszerzés nemigen érdekelte, elsősorban belső hatalmának megszilárdítására használta a csökkenő jelentőségű szervezetet.

#### Japán

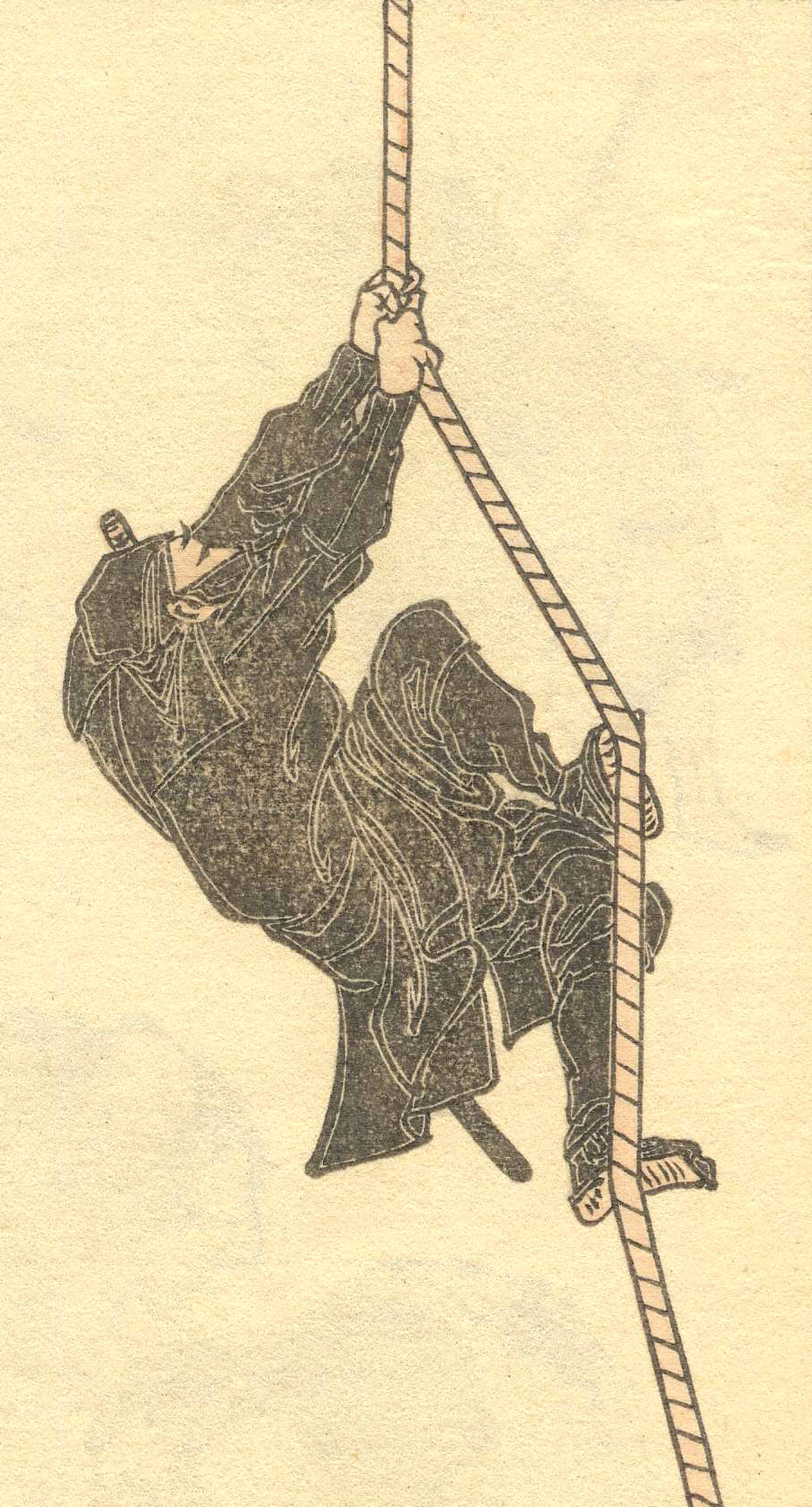
Középkori nindzsa ábrázolása

A középkori Japán két évszázados polgárháborúi egyben a kémkedés melegágyai voltak. A nagyrészt cselszövésekre, összeesküvésekre épülő küzdelmek során a különböző harcoló felek rendkívül intenzív módon igyekeztek felderíteni ellenfeleik titkait. Ezekben a viszályokban nagy szerepet játszottak a nindzsák is.
Kiemelkedő képviselője volt a korszaknak Tojotomi Hidejosi, aki egyszerű paraszti sorból végül a japán állam újraegyesítője lett. Már 12 éves korában kicsapták az iskolából, és ekkor az egyik kisebb hadúr szolgálatába állt. Hamarosan nagy sikereket aratott felderítő tevékenységével, kikémlelte ura ellenfelei biztonságai berendezéseinek gyenge pontjait, egy támadás utáni visszavonulás lehetőségeit.
Karrierje gyorsan felívelt, tíz év múlva már az egyik legismertebb, leghatalmasabb hadvezér, Oda Nobunaga kíséretébe került, ahol tábornoki rangot ért el. Amikor főnöke gyilkosság áldozata lett, maga vette kézbe a szigetország teljes egyesítésére irányuló harc vezetését. Rengeteg hírszerző ügynököt foglalkoztatott, de még vezetőként is végzett felderítést személyesen is. A meghódítandó területről nem csak katonai információkat gyűjtött, hanem igyekezett alaposan megismerni annak gazdasági, társadalmi életét. Erre a célra buddhista szerzeteseket is felhasznált. Alkalmazta a propaganda és a lélektani hadviselés módszereit is ellenségei alattvalóinak körében.
Tojotomi Hidejosi 1590 körül egyesítette Japánt. Titkosszolgálata ekkoriban inkább már az elhárító munkára koncentrált. Felismerték, hogy Spanyolország misszionáriusai egyben hírszerzőként is tevékenykedtek az országban. Tojotomi ezért véres megtorlást alkalmazott: hat misszionáriust és húsz japán keresztényt kivégeztetett, és megtiltotta a további missziós tevékenységet.
Külföldi hírszerzése nem lehetett igazán eredményes, vagy nem hallgatott eléggé kémeire. Tojotomi Hidejosi élete végén nagy, további hódító terveket is táplálva megtámadta Koreát, de öt évi harc után sem tudta megvetni a lábát a félszigeten. Ennek ellenére a későbbi japán hírszerzők számára személye nagy példaképpé vált, csakúgy, ahogy az utókor a hadvezéri képességeit is magasra értékelte.

#### Diplomácia és hírszerzés

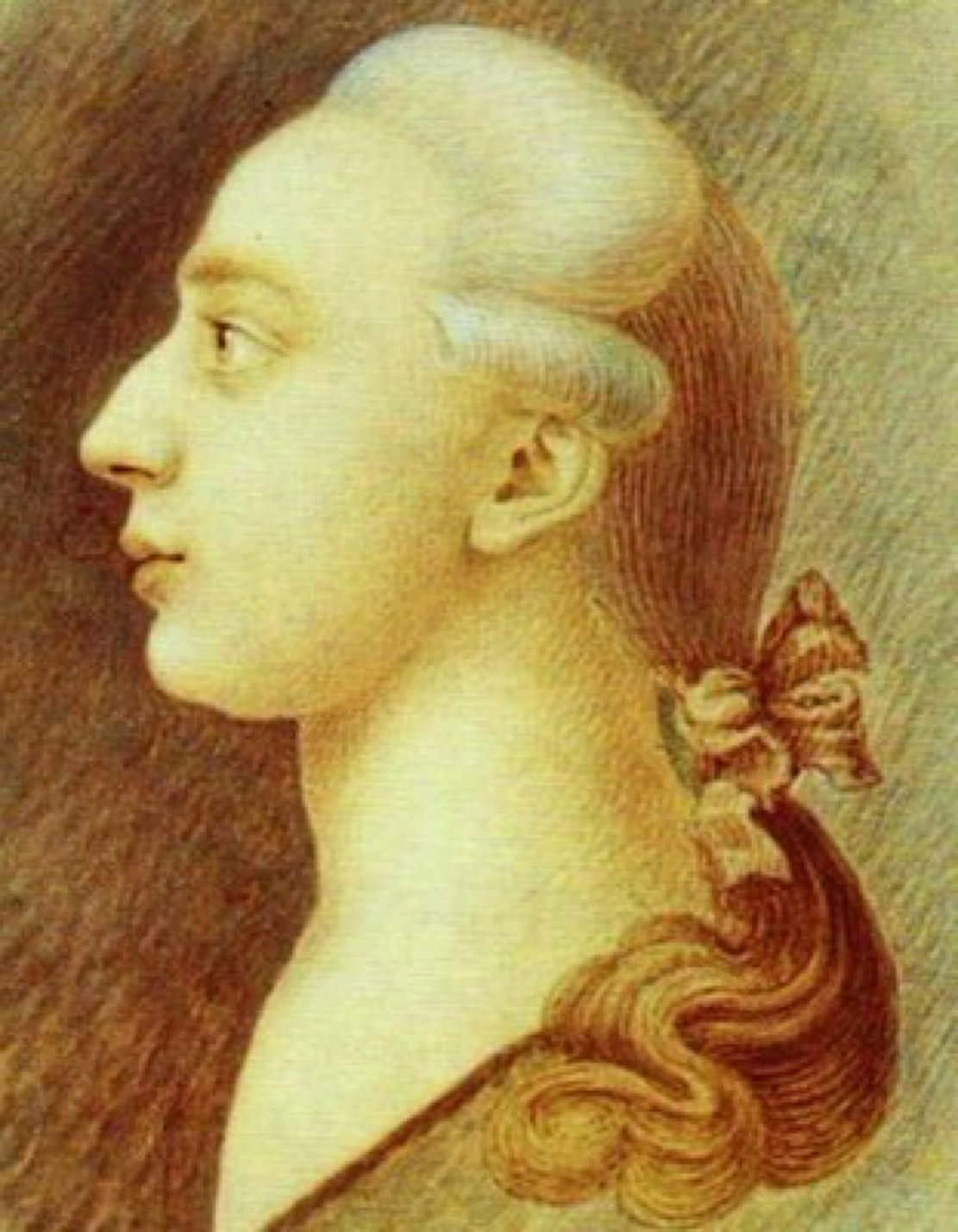
Casanova kémkedéssel is foglalkozott

A diplomácia csak a középkorban, az itáliai városállamokban kezdett folyamatos tevékenységgé válni, állandó külképviseletek létrehozásával. Addig, már az ókortól, csak alkalmi követjárások fordultak elő, igaz, gyakran hosszú, időnként több éves tartózkodással a fogadó ország fővárosában. A diplomácia egyik legfontosabb feladata az információk szerzése a fogadó államról – törvényes vagy kevésbé törvényes keretek között, ezt már esete válogatja. A diplomáciai küldetések ezért mindig összekapcsolódtak felderítési, kémkedési feladatokkal, így a diplomácia története a kezdeteitől fogva összefonódott a – sokkal régebbi – kémkedéssel. A követek munkája csaknem annyira veszélyes volt, mint a mélyebb konspirációval dolgozó kémeké, mert az államaik közötti konfliktusok kiéleződése, vagy titkos információszerzésük lelepleződése esetén azonnal életveszélybe kerültek.
A Vatikán és a Velencei Köztársaság az első államok között volt, amelyek állandó diplomáciai képviseleteket hoztak létre a számukra fontos partner-országokban. Ezek a missziók is végeztek kémkedést, esetenként akár fő feladatként is. Emellett aktívan bekapcsolódtak a fogadó ország vezető köreiben zajló intrikákba. Némelyik követség hamarosan valóságos kémközponttá vált. Már a korai diplomaták is részletes jelentéseket küldtek haza állomáshelyükről, amiket aztán titkos irattárakban helyeztek el. A legfontosabb ilyen irattár a Vatikánban jött létre, de Velencében is gazdag archívum alakult ki.
A diplomáciai jelentéseket szállító titkos futárposták elfogása és kifosztása már a korai hírszerzésnek és elhárításnak is a szokásos módszerei közé tartozott. Giustianiani, Velence londoni követe 1575-ben megállapította, hogy az angol király tisztviselői rendszeresen elfogják a Velencei Köztársaság hivatalos futárpostáját. Ez ügyben tiltakozott is Volsey teljhatalmú miniszternél, különösebb eredmény nélkül. A legfontosabb értesüléseket ezért rendkívüli felhatalmazású futárokkal továbbították, akiket külön őrség igyekezett útjuk során megvédeni.
Franciaországban 1716-ban kiadtak egy úgynevezett viselkedési kódexet a korabeli diplomaták részére. Szerzője XIV. Lajos francia király tanácsadója, François de Callières volt. Ebben többek között az szerepel hogy „… egy követnek mindenkor gondosan és választékosan kell öltöznie. E mellett nem szabad alábecsülnie a kémkedés fontosságát.” Callieres „törvényes kémnek” nevezi a követet, mivel elsőrangú feladatai közé tartozik, hogy kipuhatolja a fogadó ország legszigorúbban őrzött titkait is. Tanácsolja, hogy a követ adjon gyakran fogadásokat, vegyen részt minél jobban a társadalmi életben, adjon ajándékokat, ha ezzel megkönnyebbítheti a munkáját. Helyénvalónak tartja, hogy a katonai vezetőknek is adjon a követ jól megválasztott ajándékokat, ha titkokat remél ezekkel kicsalni tőlük. A diplomata azonban mindenkor maradjon hidegfejű és rendelkezzen olyan képességgel, hogy bármilyen helyzetre megfelelően tudjon reagálni. Egy bizonyos szellemi színvonalat el nem ért embert soha nem szabad külképviseletre küldeni, mivel helytelen magatartásával, ügyetlenségével nagy károkat okozhat hazájának.

### Újkor
Napóleon a különböző hadjáratai során nagy fontosságot tulajdonított a felderítésnek. 1809 decemberében rendelte el egy hírszerző szolgálat felállítását, amelynek élére Louis Pierre Édouard Bignon bárót nevezte ki. Utasította egy ügynökhálózat kiépítésére, lehetőleg az Oroszország nyugati részét jól ismerő lengyelekből, akik majd felderítő tevékenységet folytathatnak, valamint kihallgathatják az orosz hadifoglyokat. Ez a katonai hírszerző szolgálat Bignon vezetése alatt működött 1812 májusáig, majd ezt a feladatot a varsói francia nagykövet vette át tőle.
Napóleon oroszországi hadjáratának előkészítése során Jacques Alexandre Law de Lauriston tábornok, a szentpétervári udvarhoz akkreditált francia nagykövet megszerezte az orosz hadsereg felvonulási terveit és létszám-adatait. Még az orosz térképek nyomtatásához használt rézlapokat is megvásárolta titokban, ezeket aztán Párizsban francia nyelvre átírva nyomtattak ki a francia csapatok számára.
Carl von Clausewitz porosz tábornok, a 19. század legismertebb hadtudósa 1816-tól 1830-ig tette közzé „A háborúról” című főművét nyolc kötetben. Ez a mű az első könyv hatodik fejezetében a hírszerzés fontosságával is foglalkozik. Eszerint katonai „híreken azoknak az értesüléseknek az összességét értjük, amelyeket az ellenségről és országáról szerzünk, és amelyek elgondolásaink és cselekedeteink alapját képezik.” Clausewitz azt is hangsúlyozza, hogy bizalmatlannak kell lenni a hírekkel szemben, mert „a háborúban szerzett hírek jórészt ellentmondóak, nagyobb részük hamis, legtöbbjük pedig meglehetősen bizonytalan.”, hivatkozza 

### A modern hírszerzés kialakulása
A 19. században került sor az addigi nagyrészt konfliktusokhoz, alkalmakhoz és vezető személyek igényeihez kötődő kémkedés helyébe lépő modern, állandó jellegű hírszerző szervezetek létrehozására. A folyamat két ágon haladt: az egyik a korabeli rendőrminisztériumokban, azok körül érlelődött és végső soron a polgári titkosszolgálatok létrejöttéhez vezetett. A másik a nagy hadseregekkel rendelkező országok vezérkarai mellett alakult ki, és a katonai felderítő tevékenység állandósulását jelentette.
Az Orosz Birodalom katonai hírszerző és elhárító szervezete, a Razvedka 1810-ben alakult meg, és 1812-től a hadügyminisztériumban működött. A nyugati határokon hamarosan minden katonai körzetnek lett hírszerző részlege, ahol egy-egy vezérkari tiszt irányításával 6–10 katonatiszt tevékenykedett. A szentpétervári és a vilniusi körzet a Porosz Királyság, a kijevi az Ausztria, a varsói mindkettő ellen folytatott katonai felderítő munkát. Walter Nicolai, az első világháborús német katonai hírszerzés, az Abteilung III b vezetője visszaemlékezéseiben úgy értékelte, hogy a szervezeti keretek megléte ellenére a cári Oroszország egészen az orosz–japán háborúig nem folytatott aktív hírszerző tevékenységet a németek ellen a többnyire baráti viszony miatt. hivatkozza 
Az Osztrák–Magyar Monarchia korszerű hírszerzésének létrejötte két ágon haladt: csekély előzmények után 1850-ben jött létre Evidenzbureau (Nyilvántartó Iroda) néven az osztrák katonai hírszerzés és elhárítás szervezete, ami a kiegyezés után közös osztrák-magyar intézmény lett. A polgári hírszerzés és elhárítás központi szervezete a rendőrminisztérium korábbi belső és kisebb mértékben külső ügynökhálózatának alapjain jött létre 1850-ben, majd 1967-ben ez is átalakult és a közös külügyminisztérium szervezetébe került. A mindvégig szerény központi állománnyal rendelkező külügyminisztériumi részleg elnevezése, felépítése gyakran változott, de főleg „Informationsbureau” néven szerepel az iratokban.
A német katonai hírszerzés szervezete meglepő módon csak az első világháború kitörése előtt két évvel alakult meg és erőforrásai mindössze arra voltak elegendőek, hogy kizárólag Franciaország és Oroszország ellen tevékenykedjen. hivatkozza 

### Magyar hírszerzés a két világháború között
Az első önálló magyar katonai hírszerző szolgálat kezdeménye az első világháború után jött létre a Vörös Hadsereg keretében. A Magyarországi Tanácsköztársaság bukása után a Honvédelmi Minisztérium folytatta a már 1918 végén megkezdett munkát a korszerű katonai hírszerző szolgálat létrehozására. Ezt a munkát Sztójay Döme vezette, aki a monarchia idejében az Evidenzbüronál szerzett tapasztalatokat. A magyar katonai felderítés és az elhárítás egészen 1950-ig nem határolódott el szervezetileg egymástól. A trianoni békeszerződés rendelkezései miatt 1938-ig a Hadügyminisztérium VI. Főcsoportjának (Vezérkar) 2. Osztálya, vagy az Osztrák–Magyar Monarchia idejéből örökölt nevén a Nyilvántartó Iroda végezte a hírszerzést és a kémelhárítást. Amikor a vezérkar már ismét nyíltan működhetett, a hírszerzés a VKF 2. Osztálya elnevezést kapta, melynek részei a Központi Offenzív Alosztály (Koffa), a Nyilvántartó Alosztály (Nyil, értékelő részleg), az Attasécsoport és az X-csoport (lehallgatás és rejtjelfejtés) voltak. A Defenzív Alosztály (Def) a katonai elhárítás, kémelhárítás feladatai mellett politikai rendőrségi funkciókat is ellátott, üldözte az antifasiszta ellenállókat. Lényegében ez a struktúra maradt fenn a Horthy-korszak végéig.

## A hírszerzési folyamat
Lehet úgynevezett legális vagy illegális hírszerzés, attól függően hogy diplomáciai fedésben vagy anélkül dolgozik-e a hírszerző. 
A „legális” hírszerzés is sérti a fogadó állam törvényeit, lebukás esetén kiutasítás vár a hírszerzőre. Azonban a diplomácia lehetőségeinek felhasználása a hírszerzés céljaira általános gyakorlat a számottevő hírszerzéssel rendelkező országok körében. A legnagyobb hatalmak gyakran több száz fős külképviseletein rendesen a hírszerzés több ága (katonai, polgári hírszerzés) is képviselteti magát rezidentúráival az úgynevezett „legális hírszerzés” keretében.

### A hírszerzési folyamat modellje
A titkosszolgálatok külső, vagyis külföldi tevékenységet folytató részlegei foglalkoznak a hírszerzéssel.
A modern hírszerzés folyamatábrája négy fő mozzanatot foglal magába: A politikai vagy katonai vezetés részéről felvetődő kérdés, szakszóval hírigény indítja meg a folyamatot, ezt követi az információ összegyűjtése, majd az elemzés, végül pedig az eredménynek a döntéshozókhoz történő eljuttatása következik, ami aztán új kérdéseket, hírigényt generál. A nyugati hírszerző iskolák széles körben oktatják ezt a megközelítést, bár annak sok kritikusa is van. Bírálói szerint a séma túlságosan is leegyszerűsítő, hiszen a mai valóságban a politikusok ritkán adnak direkt megrendelést a hírszerző szolgálatoknak. Az információk begyűjtése és elemzése, ami az ábrában egymást követi, a valóságban leginkább párhuzamosan történik. A gyakorlatban az sem állja meg a helyét, hogy a vezetők megvárnák a hírszerzés eredményeit, mielőtt döntést hoznának, hanem inkább azt várják el, hogy a hírszerzés megerősítse őket a már meghozott döntéseik helyességében. A modellnek az is hibája, hogy nincs benne utalás az ellenfél elhárító tevékenységére.

### Elektronikus hírszerzés
A technológia és internet rohamos fejlődésének korában, a 2000-es évek után az elektronikus hírszerzés szerepe radikálisan felértékelődött. Előnyei hogy minimalizálja a közvetlen és tényleges külföldi tevékenységek szükségességét, a hálózati forgalom és távérzékelők révén kiterjedt akciók bonyolíthatóak le az országhatáron belül.

### Hírszerző hálózat
A hatékony információszerzés érdekében a titkos ügynökségek hálózatot szerveznek, melyben a lebukás és felgöngyölítés nehezítésére speciálisan képzett, csakis részfeladatokat ellátó személyeket foglalkoztatnak az érdeklődésükre számot tartó információt hordozó területeken vagy bizonyos segédfeladatok ellátására. A hírszerzés legfontosabb célterületei az államigazgatás és a diplomácia érzékeny területei, a fegyveres erők és testületek, a gazdasági élet kulcspozíciói, a tudományos és technikai titkokkal rendelkező intézmények, a titkos kommunikáció csatornái. A nem információszerző, hanem segédfeladatok ellátására beszervezett hálózati személyek is rendkívül sokfélék lehetnek, a titkos találkozók lebonyolítására szánt lakások tulajdonosaitól a megfelelő körökben tevékenykedő prostituáltakon át a bérgyilkosokig.
A hagyományos hírszerzés egyik fejlett módszere a beépített ügynökök telepítése, mely sok erőfeszítést igényel. Az illegálisan tevékenykedő külföldi hírszerzőnek a lehető leghitelesebb ál-személyiséggel kell rendelkeznie, mellyel valódi céljait és tevékenységét álcázni tudja. Ehhez célországba egy harmadik országon keresztül telepítik be az előtte alaposan kiképzett, jó tanulmányi eredménnyel rendelkező személyeket. A célországban is folytat tanulmányokat a kultúra megismerése érdekében, majd megfelelően elhelyez(ked)ve ezután évtizedekig szivárogtathatja az információkat.

## Idegen zászló (hamis zászló) alatti hírszerzés
Az idegen lobogó vagy hamis zászló alatti hírszerzés során a fedésben dolgozó hivatásos hírszerző vagy a beszervezéssel megbízott ügynök magát egy harmadik állam vagy szervezet képviselőjének kiadva szervezi be a célszemélyt. Olyan esetekben alkalmazzák, amikor a beszervező tényleges hovatartozása taszító lenne a célszemélyre nézve, vagy ha a kiválasztott „idegen zászló” rokonszenves lehet a számára.

## Fordítás
- Ez a szócikk részben vagy egészben a Renseignement című francia Wikipédia-szócikk ezen változatának fordításán alapul.  Az eredeti cikk szerkesztőit annak laptörténete sorolja fel. Ez a jelzés csupán a megfogalmazás eredetét és a szerzői jogokat jelzi, nem szolgál a cikkben szereplő információk forrásmegjelöléseként.